# Heteropyge solitarius
Heteropyge solitarius är en mångfotingart som först beskrevs av Carl Graf Attems 1950.  Heteropyge solitarius ingår i släktet Heteropyge och familjen Spirostreptidae. Inga underarter finns listade i Catalogue of Life.